# اچ‌ان‌ال‌ام‌اس سوماترا (۱۹۲۰)
اچ‌ان‌ال‌ام‌اس سوماترا (۱۹۲۰) (به انگلیسی: HNLMS Sumatra (1920)) یک کشتی بود که طول آن ۱۵۵٫۳ متر (۵۰۹ فوت ۶ اینچ) بود. این کشتی در سال ۱۹۲۰ ساخته شد.